# Jean-Rosière-Eugène Arnaud
Jean-Rosière-Eugène Arnaud MEP (ur. 6 lutego 1904 w Burzet, zm. 11 września 1972 w Seno) – francuski duchowny rzymskokatolicki, posługujący w Laosie, biskup tytularny Tentyris, misjonarz, w latach 1950–1958 prefekt apostolski Thakheku, w latach 1958–1971 wikariusz apostolski wikariatu Thakheku (od 1963 Savannakhetu).

## Życiorys
Po ukończeniu szkoły średniej, podjął naukę w wyższym seminarium duchownym w Viviers. 20 listopada 1925 wstąpił do Towarzystwa Misji Zagranicznych w Paryżu. Święcenia diakonatu przyjął 17 grudnia 1927, a święcenia prezbiteratu 29 czerwca 1928. W tymże roku wyjechał na misje do Laosu. Organizował wspólnotę chrześcijańską w Khampeng, gdzie wybudował kościół i plebanię. W Paksé wzniósł rezydencję, która później stała się siedzibą wikariatu. W roku 1939 wyjechał na pierwszy urlop do Europy, jednak powrót okazał się niemożliwy z powodu wybuchu II wojny światowej, w jej trakcie pełnił posługę kapelana wojskowego. Po demobilizacji w 1947 wrócił do Azji. 17 lipca 1950 został mianowany prefektem apostolskim prefektury Thakheku. Wskutek wojny w Indochinach był zmuszony uciec z Thakheku i przenieść się do Savannakhétu, a potem do Paksé. Podczas próby powrotu 15 lutego 1954, wraz z innymi kapłanami i siostrą zakonną został wzięty jako zakładnik i wypuszczony dopiero w październiku tego roku. W 1955 został Kawalerem Legii Honorowej. 2 marca 1958 papież Pius XII mianował go wikariuszem apostolskim Thakheku, przydzielając mu stolicę tytularną Tentyris. Sakrę biskupią przyjął 25 czerwca 1958 z rąk biskupa Claudiusa-Philippe'a Bayeta, wikariusza apostolskiego Laosu. Brał udział w obradach Soboru Watykańskiego II. 28 czerwca  1971 złożył rezygnację z pełnionego urzędu. Zmarł 11 września 1972 w szpitalu w Seno, gdzie trafił po upadku tydzień wcześniej. Pochowano go w Dong Mak Ba. 